# Фіцкарральдо
«Фіцкарральдо» (нім. Fitzcarraldo) — західнонімецький епічний драматичний пригодницький фільм 1982 року режисера Вернера Герцога, його четверта кінострічка у співпраці з Клаусом Кінські.
Історія зображена у кінострічці базується на реальних подіях з життя перуанського каучукового барона Карлоса Ферміна Фіцкарральда.

## Сюжет
Події показані в фільмі відбуваються в Південній Америці в кінці ХІХ століття в перуанському місті Ікітос. Ексцентричний ірландський інженер Брайан Свіні Фіцджеральд (Клаус Кінські), якого місцеві жителі називають дещо простіше — «Фіцкарральдо», є палким шанувальником оперної музики. Він хоче зробити, здавалося б, неможливе — побудувати у джунглях оперний театр. Його минуле життя у Південній Америці це низка фінансових катастроф, спочатку він намагався побудувати Трансандійську залізницю, потім у тропіках завод для виробництва льоду, але зазнав невдачі. Однак для пристрасті Фіцкарральда не існує жодних перешкод. Під час каучукової лихоманки він вирішує розбагатіти на виробництві каучуку і купує важкодоступну плантацію каучукових дерев на одній з приток Амазонки — річці Укаялі.

## Ролі виконують
- Клаус Кінські — Брайан Свіні Фіцджеральд, «Фіцкарральдо»
- Клаудія Кардінале — Моллі
- Жозе Левгой — дон Аквіліно

## Цікаві факти
- Виробництво фільму тривало 12 років, а самі зйомки зайняли 2 роки.
- Ніяких спеціальних ефектів у сценах перетягування корабля не використовували, хоч важив він 340 тонн. Канати тягнули сімсот місцевих індіанців. Хоч система блоків була, але вона не використовувалася.
- Епізод з розірва́нням канату, коли корабель вже подолав частину шляху і він раптом почав ковзати назад, вниз, відображає собою реальну ситуацію, яка виникла під час зйомок.
- Роль Фіцкарральдо грав Клаус Кінські, проте його примхлива поведінка допекла не тільки режисерові, але і вождеві індіанців, який запропонував Герцогові вбити актора. Коли Кінскі хотів все кинути і поїхати з Перу, де відбувалися зйомки, і навіть сів у човен, — Герцог сказав йому, показавши револьвер, що всадить в примхливого актора всі кулі, крім останньої, яку вистрілить собі в голову. Після цього інциденту «працювати з Кінські стало справжнім задоволенням».

## Нагороди
- 1982 : Премія Каннського кінофестивалю (Франція):
  - приз за найкращу режисуру — Вернер Герцог